# Les Houches
Les Houches is een gemeente in het Franse departement Haute-Savoie (regio Auvergne-Rhône-Alpes). De plaats maakt deel uit van het arrondissement Bonneville. Les Houches telde op 1 januari 2022 3.529 inwoners.

## Geografie
De oppervlakte van Les Houches bedroeg op 1 januari 2022 43,07 vierkante kilometer; de bevolkingsdichtheid was toen 81,9 inwoners per km².

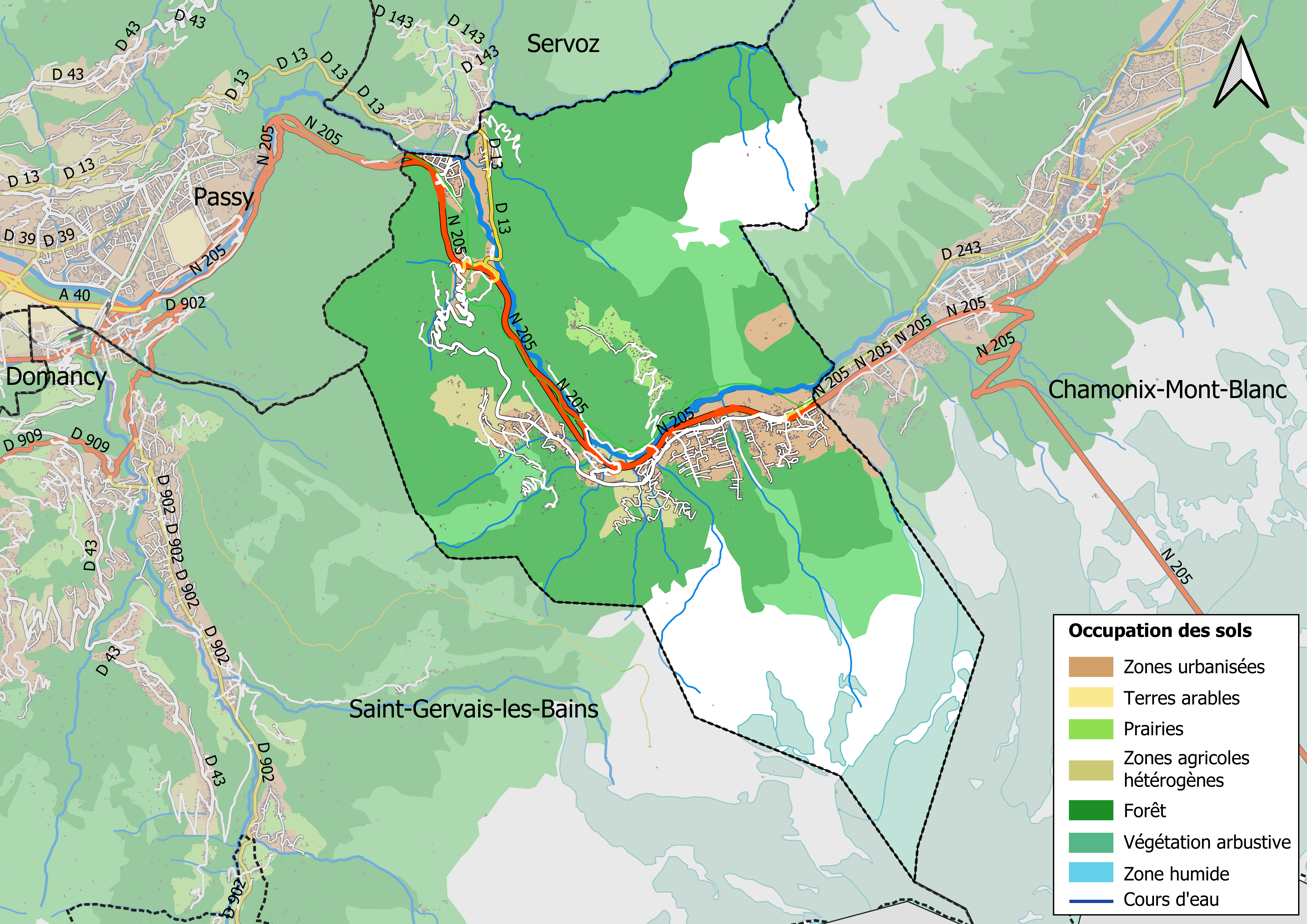
Kaart van de gemeente met de belangrijkste infrastructuur, bodemgebruik en omliggende gemeenten

## Verkeer en vervoer
In de gemeente liggen de stations Taconnaz, Les Houches, Viaduc-Sainte-Marie, Vaudagne en Servoz aan de spoorlijn Saint-Gervais-les-Bains-Le Fayet - Vallorcine (grens).

## Demografie
Onderstaande figuur toont het verloop van het inwonertal (bron: INSEE-tellingen).

## Afbeeldingen

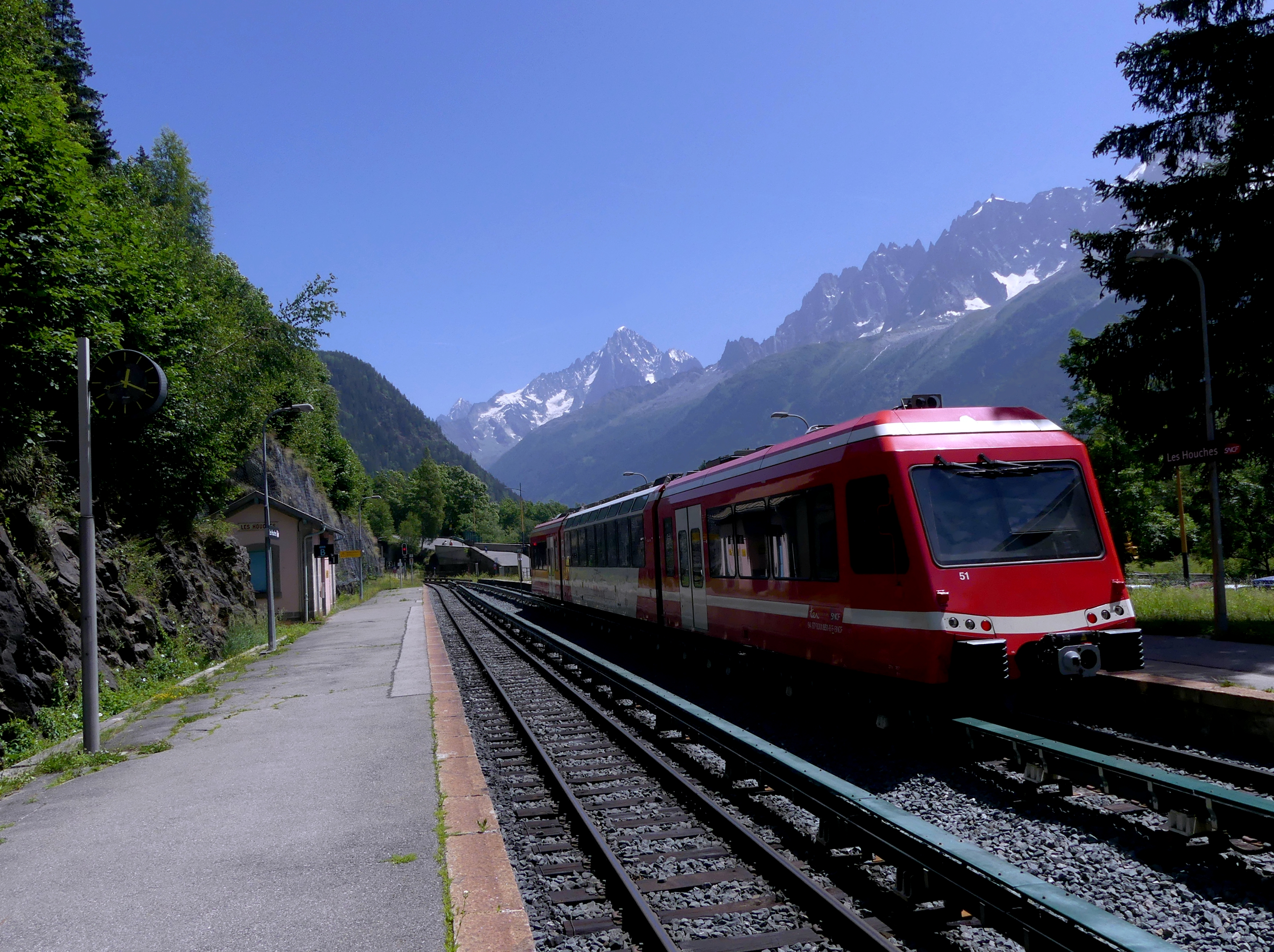
Station Les Houches
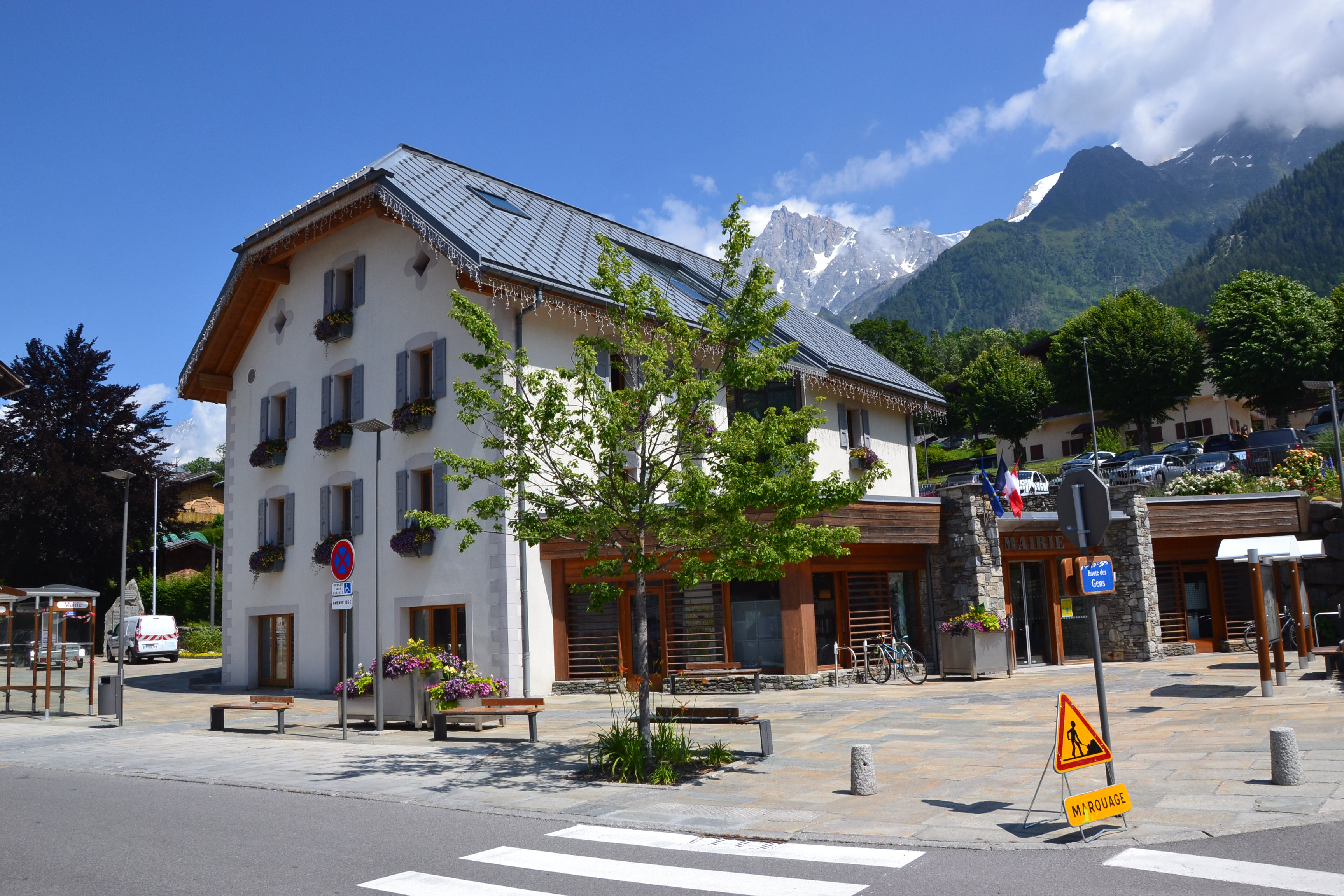
Gemeentehuis